# Anomalon primum
Anomalon primum är en stekelart som först beskrevs av Morley 1912.  Anomalon primum ingår i släktet Anomalon och familjen brokparasitsteklar. Inga underarter finns listade i Catalogue of Life.